# Audrey Totter
Audrey Totter (20. december 1918 - 12. december 2013) var en amerikansk skuespillerinde.

## Udvalgte filmografi
- Postbudet ringer altid to gange (1946) med John Garfield og Lana Turner
- Lady in the Lake (1947) med Robert Montgomery og Jayne Meadows
- The Unsuspected (1947 for Warner Bros.) med Claude Rains
- High Wall (1947) med Robert Taylor
- The Saxon Charm (1948) med Montgomery and Susan Hayward
- Alias Nick Beal (1949) med Ray Milland
- The Set-Up (1949) med Robert Ryan
- Any Number Can Play (1949) med Clark Gable og Alexis Smith
- Tension (1950) med Richard Basehart.